# Guineu grisa de les illes Santa Bàrbara
La guineu grisa de les illes Santa Bàrbara (Urocyon littoralis) és una petita guineu endèmica de sis de les vuit illes Santa Bàrbara de Califòrnia. És la segona espècie de guineu més petita dels Estats Units. N'hi ha sis subespècies, cadascuna d'elles única a l'illa on viu, cosa que en reflecteix la història evolutiva.

## Taxonomia i evolució
La guineu grisa de les illes Santa Bàrbara comparteix el gènere Urocyon amb la guineu grisa, que viu al continent i és l'espècie de la qual descendeix. La seva mida petita és el resultat d'un nanisme insular, un tipus d'especiació al·lopàtrica. Com que la guineu grisa de les illes Santa Bàrbara està geogràficament aïllada, no té cap immunitat als paràsits i malalties que arriben del continent, i és especialment vulnerable a les que porta el gos domèstic. A més, depredadors com l'àguila daurada i l'activitat humana delmà les poblacions de guineus grises de les illes Santa Bàrbara durant la dècada del 1990. El 2004, quatre subespècies foren protegides per la legislació federal com a espècie en perill, i s'han posat en marxa esforços per recuperar les poblacions de les guineus i restaurar els ecosistemes de les illes Santa Bàrbara.
N'hi ha sis subespècies, cadascuna de les quals és nadiua d'una única illa de l'arxipèlag, i cadascuna evolucionà independentment de les altres. Aquestes subespècies són:
- Urocyon littoralis littoralis (Baird, 1858), de l'Illa Sant Miquel.[2]
- Urocyon littoralis santarosae (Grinnell i Linsdale, 1930),de l'Illa Santa Rosa.[3]
- Urocyon littoralis santacruzae (Merriam, 1903), de l'Illa de Santa Cruz.[4]
- Urocyon littoralis dickeyi (Grinnell i Linsdale, 1930), de l'Illa Sant Nicolau.[5]
- Urocyon littoralis catalinae (Merriam, 1903), de l'Illa Santa Catalina.[6]
- Urocyon littoralis clementae (Merriam, 1903), de l'Illa Sant Climent.[7][8][9]

Les guineus d'illes diferents poden reproduir-se l'una amb l'altra, però tenen diferències genètiques i fenotípiques que les fan úniques; per exemple, cada subespècie té un nombre diferent de vèrtebres caudals.

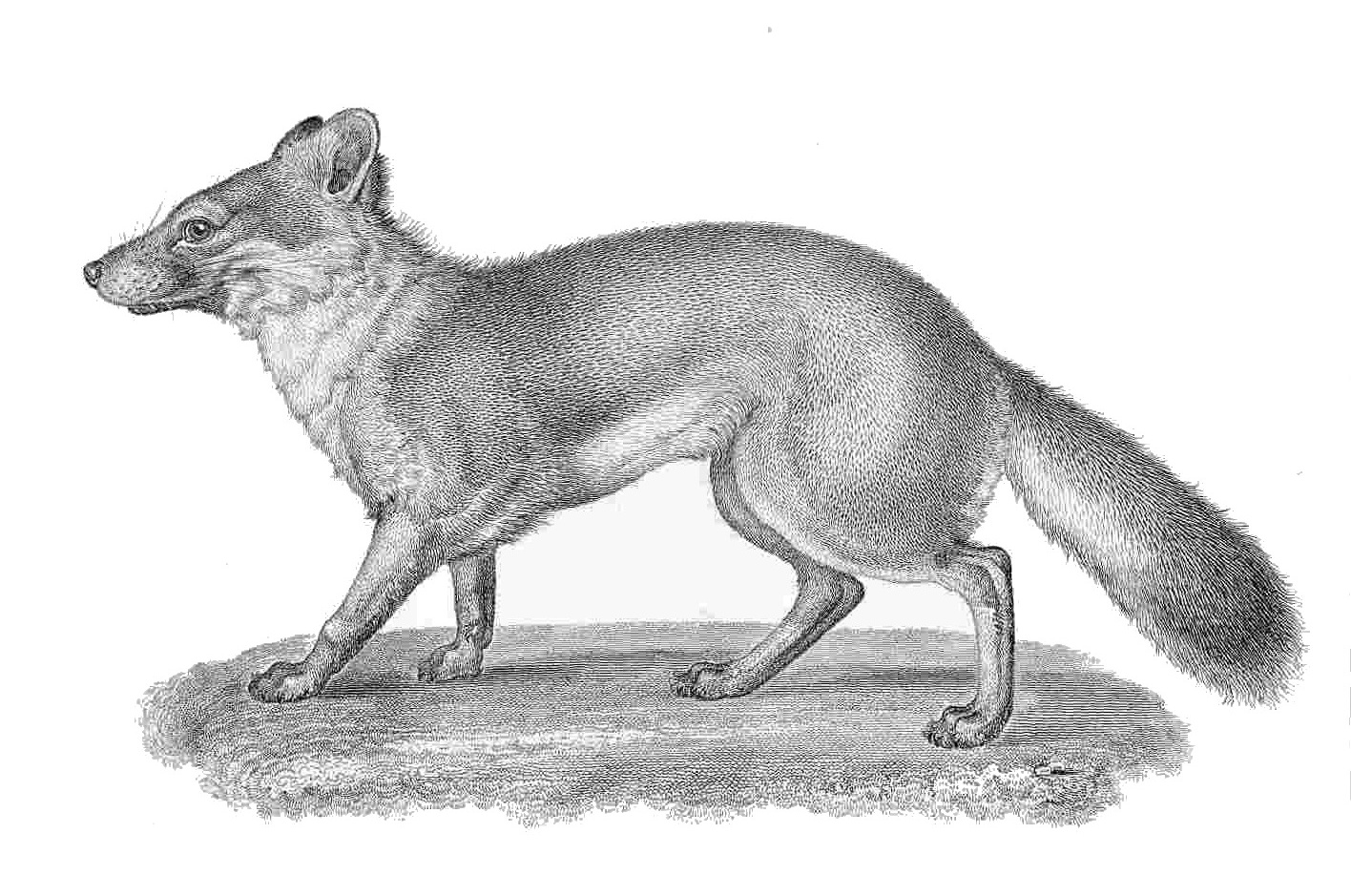
Dibuix d'època

La mida petita d'aquesta guineu és una adaptació als recursos limitats disponibles a l'ambient insular. Es creu que les guineus arribaren en troncs flotants a les illes septentrionals entre ara fa 10.400 i 16.000 anys. Originalment, les poblacions de guineus es trobaven a les tres illes septentrionals, més fàcils d'accedir durant l'últim període glacial – quan un nivell del mar més baix unia quatre de les illes més septentrionals en una única illa (Santa Rosae) i la distància entre les illes i el continent era menor – és probable que els nadius americans portessin les guineus a les illes meridionals, possiblement com a animals de companyia o gossos de caça.
Basant-se en un registre fòssil limitat i en la distància genètica del seu avantpassat, la guineu grisa, la subespècie septentrional és probablement la més antiga, mentre que la subespècie de l'Illa Sant Climent només ha viscut entre 3.400 i 4.300 anys en aquesta illa, mentre que la de l'Illa Sant Nicolau s'establí com a grup independent fa uns 2.200 anys. La guineu de l'Illa Santa Catalina és probablement la més recent de les subespècies, havent estat a l'illa entre 800 i 3.800 anys. La guineu no pogué subsistir a l'Illa Anacapa perquè no hi ha fonts durables d'aigua dolça; l'Illa Santa Barbara és massa petita per respondre a les necessitats d'aliment de la guineu.

## Descripció
La guineu grisa de les illes Santa Bàrbara és molt més petita que la guineu grisa, més o menys de la mida d'un gat domèstic, i és la segona guineu més petita de totes després del fennec. La longitud del cap i el cos sol ser de 48-50 cm; l'alçada a l'espatlla, de 12-15 cm i la cua fa 11-29 cm, una mida molt inferior als 27-44 cm de la cua de la guineu grisa. La guineu grisa de les illes Santa Bàrbara pesa entre 1,3 i 2,8 kg. El mascle és sempre més gran que la femella. La subespècie més grossa és la de l'Illa Catalina, i la més petita és la de l'Illa de Santa Cruz.
Aquesta guineu té el pèl gris al cap, un pelatge vermellós als flancs, pèl blanc al ventre, coll i la meitat inferior de la cara, i una banda negra a la superfície dorsal de la cua. En general, el pelatge és més fosc i d'una tonalitat més freda que el de la guineu grisa. Canvia el pelatge una vegada a l'any entre agost i novembre. Abans del primer canvi de pelatge, els cadells tenen un pèl llanós i generalment més fosc que el dels adults.

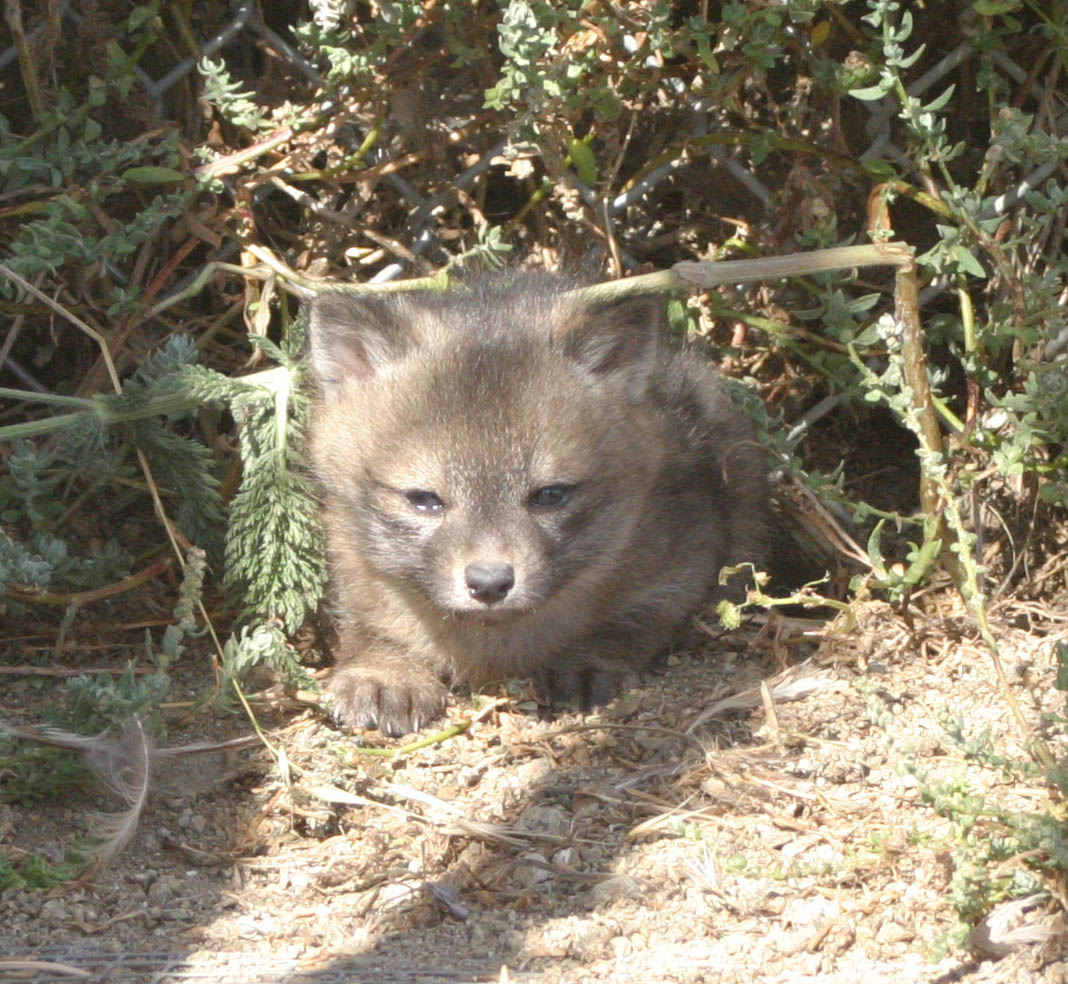
Cadell amagat entre els matolls

## Reproducció i cicle vital
La guineu grisa de les illes Santa Bàrbara sol formar parelles monògames que sovint es veuen juntes, començant al gener i durant l'època de reproducció, que dura des de finals de febrer fins a principis de març. La gestació dura entre cinquanta i seixanta-tres dies. Les mares donen a llum dins el cau, i una ventrada típica consisteix en entre un i cinc cadells, amb una mitjana de dos o tres. Els cadells neixen a la primavera i surten del cau a principis de l'estiu; la lactància dura entre set i nou setmanes. Les cries assoleixen la maduresa sexual a l'edat de deu mesos, i les femelles solen criar dins el primer any de vida. La longevitat d'aquest animal és d'entre quatre i sis anys en estat salvatge i fins a vuit anys en captivitat.

## Ecologia i comportament

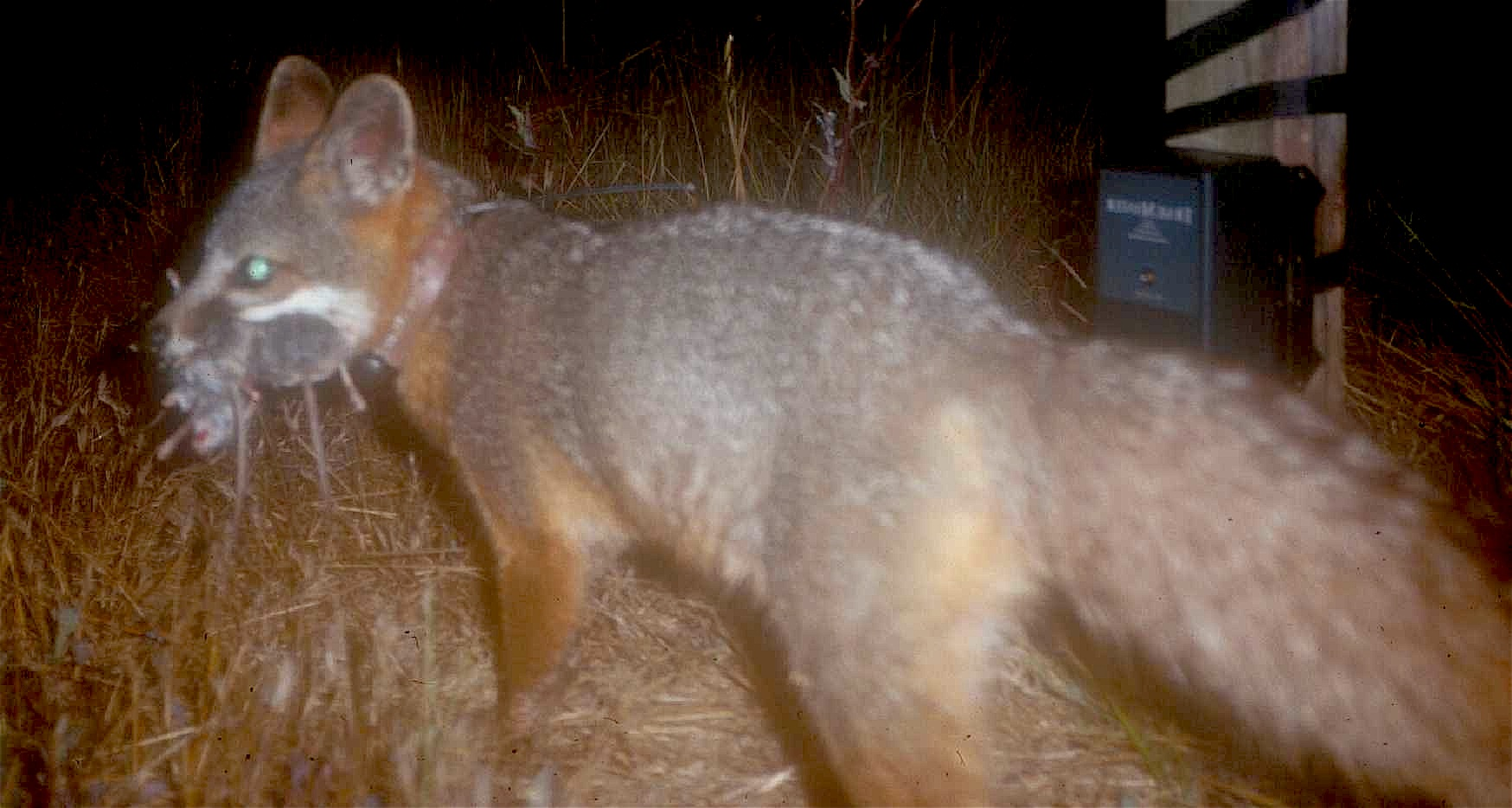
Imatge nocturna d'un exemplar amb tres ratolins a la boca

L'hàbitat preferit d'aquest animal és la vegetació de diverses capes, amb una gran densitat d'arbusts amb fruits perennes. Viu en tots els biomes de les illes, incloent-hi els boscs temperats, planes d'herba temperades i chaparral, amb un màxim de 1.000 guineus per illa.
S'alimenta de fruita, insectes, ocells, ous, crancs, llangardaixos i petits mamífers com ara Peromyscus. Tendeix a moure's en solitari, i no en grups. És generalment nocturn, però els pics d'activitat són a la posta de sol i a l'albada. L'activitat també varia amb l'estació; és més actiu durant el dia a l'estiu que a l'hivern.
No té por dels humans, tot i que al principi pot comportar-se agressivament. És bastant fàcil de domesticar i és, generalment, dòcil. Es comunica per mitjà de senyals auditius, olfactius i visuals. Una guineu dominant utilitza vocalitzacions i mirades penetrants, i baixa les orelles per fer que una altra guineu se sotmeti. La guineu grisa de les illes Santa Bàrbara marca el seu territori amb orina i fems.

## Estat de conservació

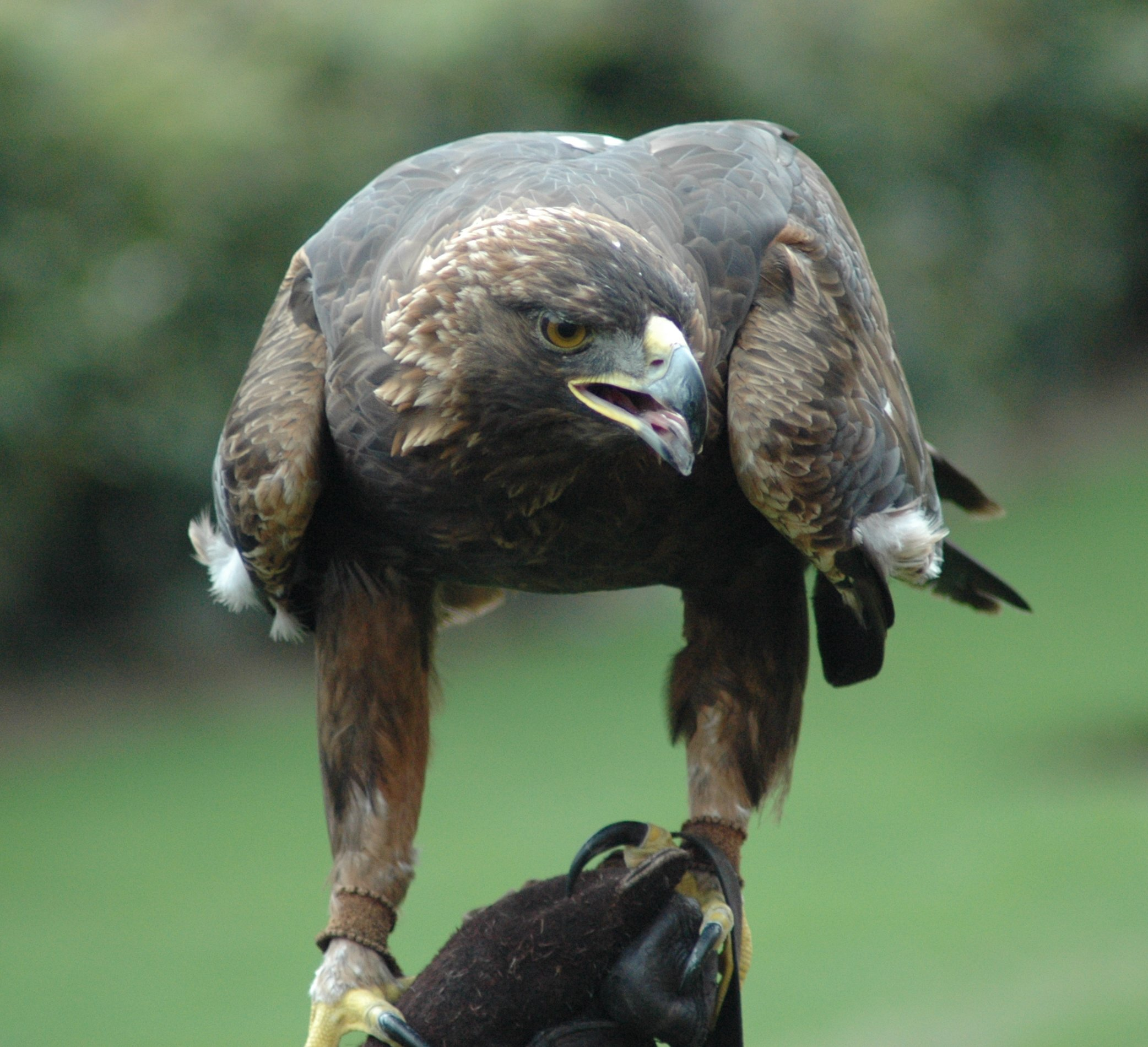
L'àguila daurada és quatre vegades més gran que la guineu grisa de les illes Santa Bàrbara i pot caçar-la fàcilment.

A la dècada del 1990 es detectà un declivi en les poblacions de guineus de les illes Santa Bàrbara. A l'Illa Sant Miquel, el declivi començà el 1994, i la població d'adults caigué de 450 a 15 en els següents cinc anys. Es detectaren minves similars a l'Illa de Santa Cruz, on la població baixà de 2.000 adults el 1994 a menys de 135 el 2000; a l'Illa Santa Rosa, les guineus podrien haver estat més de 1.500 el 1994 però ja només 14 l'any 2000. La depredació per l'àguila daurada, descoberta quan es començà a fer un seguiment de les guineus per mitjà de collars de ràdio, es revelà com la causa de l'alta taxa de mortalitat.
La depredació per l'àguila daurada és la causa principal de la mort de guineus de les illes Santa Bàrbara. Aquest ocell era un visitant poc habitual de les illes Santa Bàrbara abans dels anys noranta, segons els registres del Servei de Parcs Nacionals dels Estats Units, i el primer niu d'àguila daurada fou descobert a l'Illa de Santa Cruz el 1999. Els biòlegs suggereixen que l'àguila podria haver estat atreta a les illes després del declivi del pigarg americà. L'àguila daurada substituí el pigarg americà i començà a alimentar-se de porcs salvatges, a causa del fet que la població local de pigargs americans quedà delmada per l'exposició a DDT en els anys cinquanta – el pigarg americà hauria impedit que l'àguila daurada colonitzés l'illa, mentre que ell mateix s'alimentava de peixos.

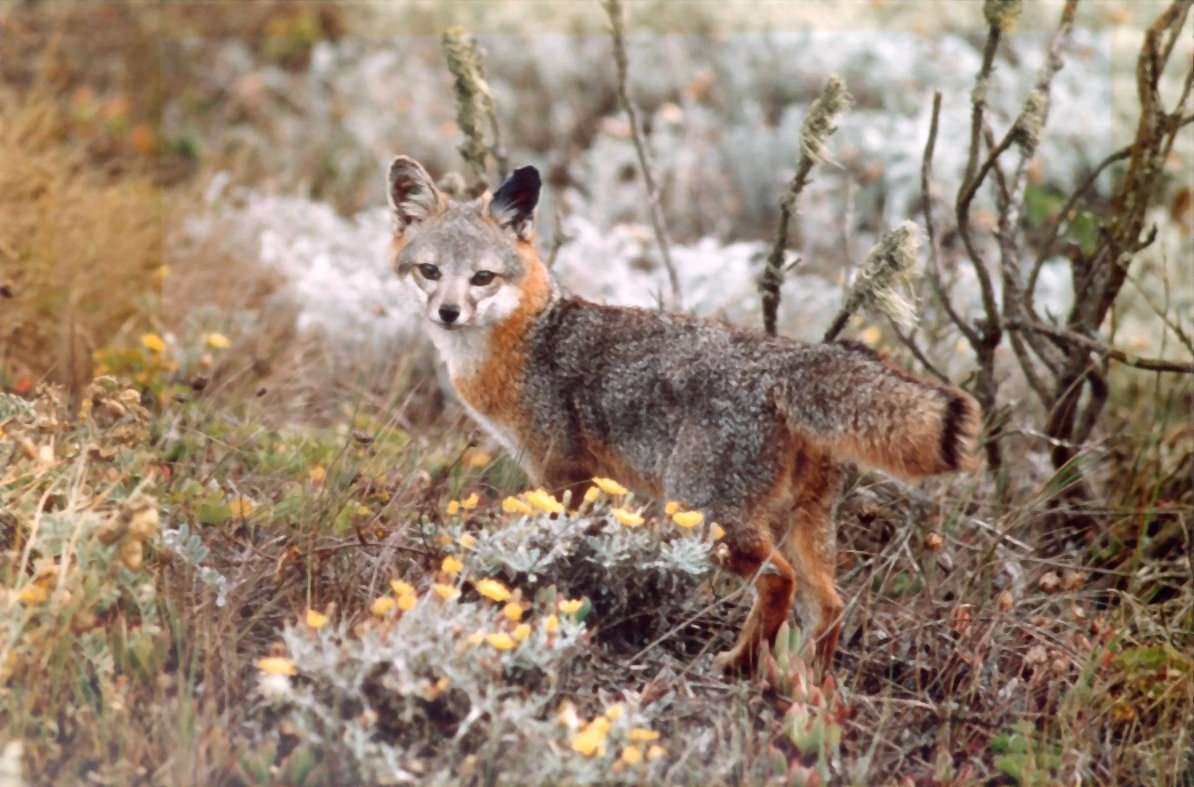
Urocyon littoralis a les illes Santa Bàrbara, Califòrnia, Estats Units

Els porcs salvatges de Santa Rosa foren exterminats pel Servei de Parcs Nacionals dels Estats Units a principis de la dècada del 1990, eliminant una de les fonts d'aliment de l'àguila daurada. Aleshores, l'àguila començà a caçar guineus grises de les illes Santa Bàrbara. Els porcs salvatges de l'Illa de Santa Cruz i els cérvols i uapitís de l'Illa Santa Rosa foren introduïts gairebé setanta anys abans del declivi de les poblacions de guineus, de manera que és bastant improbable que l'àguila daurada no tingués aquests animals com a preses alternatives. El més probable és que això es degui a un procés conegut com a competició aparent. En aquest procés, un depredador, com l'àguila daurada, s'alimenta de com a mínim dues preses, com ara la guineu i els porcs salvatges. Una de les preses està adaptada a una gran pressió dels depredadors, i suporta la població dels depredadors (en aquest cas, els porcs), mentre que l'altra presa (la guineu) no està ben adaptada a la depredació i declina a conseqüència de la pressió dels depredadors. També s'ha suggerit que la retirada completa de l'àguila daurada de les illes podria ser l'única acció possible per salvar tres subespècies de guineu grisa de les illes Santa Bàrbara de l'extinció.
Malalties o paràsits introduïts poden devastar les poblacions de guineus. Com que la guineu grisa de les illes Santa Bàrbara estan aïllades, no tenen immunitat als paràsits i malalties portats del continent, i són especialment vulnerables als que porta el gos domèstic. Una epidèmia de brom el 1998 matà aproximadament el 90% de la població de guineus de l'Illa Santa Catalina. És difícil vacunar o tractar les guineus per paràsits i malalties si estan en estat salvatge.

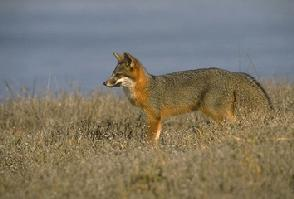
Guineu grisa de les illes Santa Bàrbara

La minva de l'aliment disponible, així com una degradació general de l'hàbitat a causa d'espècies introduïdes de mamífers, com ara gats, porcs, ovelles, cabres i bisons americans salvatges (aquests últims foren introduïts a l'Illa Santa Catalina a la dècada del 1920 per un equip de rodatge de Hollywood que estava rodant un western), també ha tingut un efecte negatiu en les poblacions de guineus.
Les guineus amenacen una població de botxí americà en gran perill de l'Illa Sant Climent. La població de guineus en aquesta illa ha estat negativament afectada per la captura o sacrifici de guineus per la Marina dels Estats Units d'Amèrica. Des del 2000, la Marina ha utilitzat diferents estratègies de control: la captura i retenció de guineus durant l'època d'aparellament dels botxins americans, la instal·lació d'un sistema de tanques electrificades al voltant dels hàbitats dels botxins, i l'ús de collars que donen descàrregues elèctriques. Amb la recuperació gradual de la població de botxins de l'Illa Sant Climent, la Marina ja no controla les guineus. El nombre de morts per atropellament també ha estat alt a les illes Sant Climent, Sant Nicolau i Santa Catalina.

### Protecció federal
A març del 2004, quatre subespècies de guineu grisa de les illes Santa Bàrbara foren classificades com a espècies en perill greu federalment protegides: les de les illes Santa Creu, Santa Rosa, Sant Miquel i Santa Catalina. La UICN considera que l'espècie sencera està a «en perill greu».

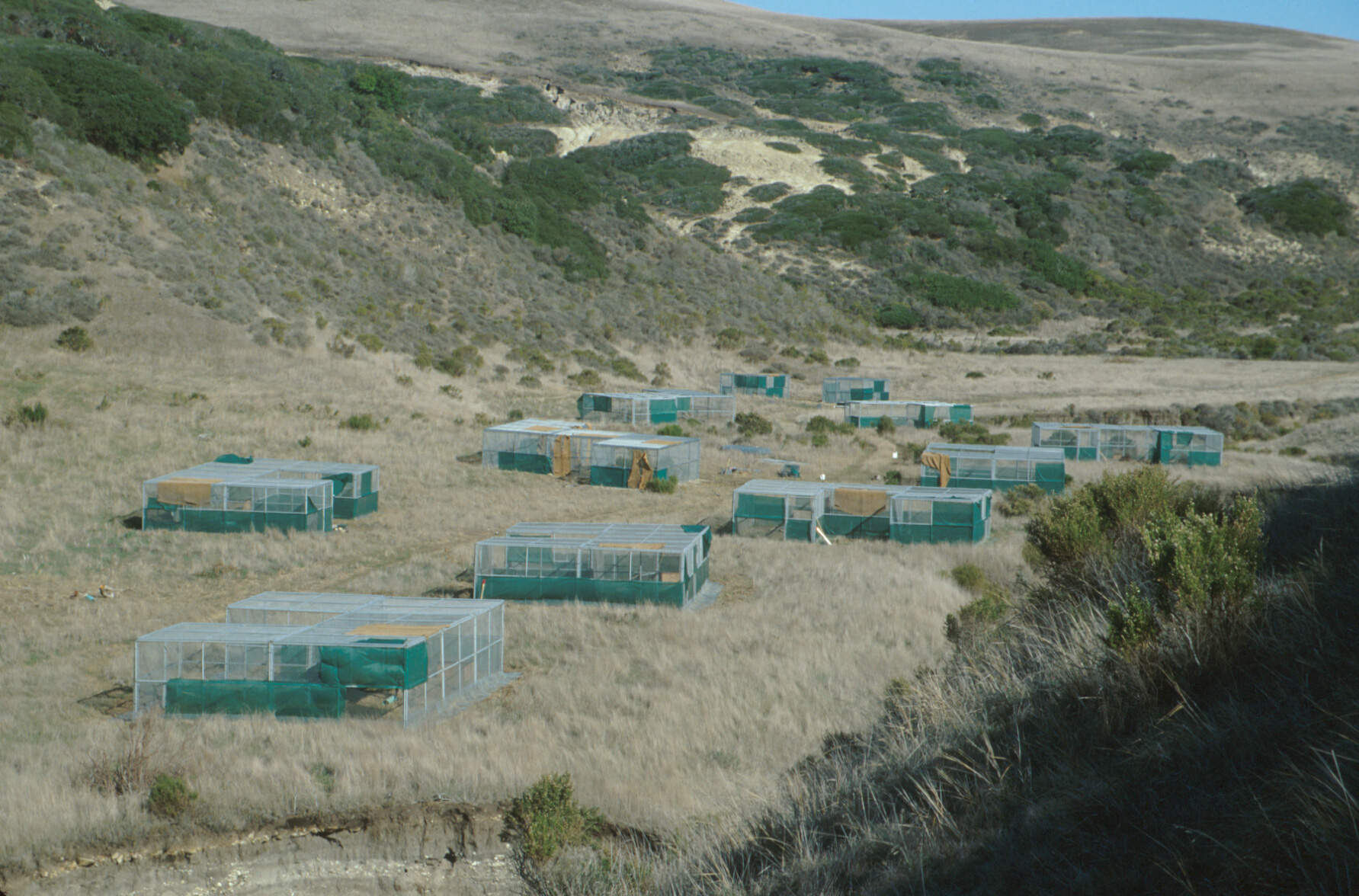
S'han posat en marxa programes de reproducció en captivitat a les quatre illes amb poblacions de guineus en perill. Aquest centre és a l'Illa Santa Rosa.

El Servei de Parcs Nacionals dels Estats Units ha iniciat programes de reproducció en captivitat a les illes Sant Miquel, Santa Rosa i Santa Creu, aconseguint augmentar el nombre de guineus que hi habiten. El 2004, n'hi havia 38 a l'Illa Sant Miquel, totes en captivitat; 46 guineus en captivitat a l'Illa Santa Rosa i set en estat salvatge (la depredació per l'àguila daurada impedeix que siguin alliberats els exemplars en captivitat); a l'Illa de Santa Cruz hi ha 25 guineus en captivitat i una població salvatge estable d'unes 100 guineus. La Catalina Island Conservancy també dirigeix un programa de reproducció en captivitat a l'Illa Santa Catalina; el 2002, hi havia 17 guineus en captivitat i un mínim de 161 guineus salvatges.
Alguns dels requisits clau per la recuperació de la població de guineus són la retirada de l'àguila daurada de les illes Santa Bàrbara, la restauració de l'ecosistema i el control de les malalties. Per assegurar la supervivència de la guineu grisa de les illes Santa Bàrbara, s'estan desplaçant àguiles daurades de les illes Santa Bàrbara cap al continent. Mantenir i augmentar la població de pigargs americans a les illes contribuiria a expulsar l'àguila daurada. Tanmateix, aquest programa és molt exigent en recursos i corre el risc de ser cancel·lat. També s'estan retirant porcs salvatges de les illes Santa Catalina i Santa Creu, eliminant la font d'aliment de les àguiles i reduint la competició que han d'afrontar les guineus. Per eliminar el risc de malalties, no es permet dur animals de companyia al Parc Nacional de les illes Santa Bàrbara. S'ha començat un programa de vacunació per protegir les guineus de l'Illa Santa Catalina del brom.
Com que les illes Santa Bàrbara Nord estan gairebé completament en propietat i sota el control de la Catalina Island Conservancy o el govern federal, la guineu rep la protecció que necessita, com ara la supervisió constant de treballadors federals, sense l'amenaça d'invasió del seu hàbitat pels humans.